# Сайко, Борис Федотович
Борис Федотович Сайко — советский хозяйственный, государственный и политический деятель.

## Биография
Родился в 1906 году. Член КПСС.
С 1931 года — на хозяйственной, общественной и политической работе. В 1931—1991 гг. — инженер, старший инженер, руководитель Малгобекского нефтяного района, главный инженер трестов «Октябрьнефть», «Старогрознефть», главный инженер, уполномоченный Наркомнефти СССР по проведению на промыслах ликвидационных работ, первый заместитель начальника Грознефтекомбината, управляющий трестом «Ташкаланефть», заведующий отделом, секретарь Чечено-Ингушского обкома КПСС, научный сотрудник ГрозНИИ и СевКавНИПИнефти.
За открытие и разведку нефтяного месторождения в составе коллектива удостоен Сталинской премии 1949 года.
Умер в 1991 году.